# Forum of European Muslim Youth and Student Organizations
Das Forum of European Muslim Youth and Student Organizations (FEMYSO) ist ein europäisches Netzwerk muslimischer Jugend- und Studentenorganisationen, das ein Büro in Brüssel unterhält und der internationalen Bewegung der Muslimbruderschaft zugerechnet wird.

## Entstehung und Verbindungen
Im Juni 1996 schlossen sich die Föderation Islamischer Organisationen in Europa (FIOE) mit muslimischen Jugendorganisationen aus Schweden, Frankreich und England und der saudischen World Assembly of Muslim Youth (WAMY) zusammen, um eine europäische islamische Jugendorganisation zu bilden. Am 1. September 1996 trafen sich 35 Delegierte aus elf Ländern in Leicester und riefen formell das FEMYSO ins Leben, das seinen Sitz in Brüssel hat. Das FEMYSO ist Mitglied der "International Islamic Federation of Student Organizations" (IIFSO) mit Sitz in Kuwait.
Erster FEMYSO-Präsident war Ibrahim El-Zayat, der auch Vorstandsmitglied der FIOE war und ein Verwalter der FIOE-Stiftung "European Trust" sowie Europarepräsentant der WAMY, und in diesen Funktionen die Finanzierung sicherstellte. 
Sein Nachfolger als FEMYSO-Präsident wurde 2002 Khallad Swaid, ehemaliger Vorsitzender der Muslimischen Jugend in Deutschland (MJD) und Vorstandsmitglied der IIFSO, der im April 2007 von Mohammad Fateh Atia aus Schweden abgelöst wurde.
Als Lobbyorganisation sucht das FEMYSO Kontakte zum Europäischen Parlament, dem Europarat, dem European Youth Forum (EYF), dem Ecumenical Youth Council in Europe (EYCE) dem European Youth Centre Budapest (EYCB), der European Students’ Union (ESU) und anderen Organisationen. Das FEMYSO lässt sich unter anderem von saudi-arabischen Sponsoren und Islamic Relief fördern und bezieht Projektmittel der EU.
Nach eigener Einschätzung sei das FEMYSO zur „De-facto-Stimme der muslimischen Jugend in Europa“ geworden.
Nach Einschätzung des Verfassungsschutzes von Baden-Württemberg im Bericht aus dem Jahre 2005 wurde das FEMYSO von der Muslimbruderschaft in Europa dominiert und in der Medienöffentlichkeit wird die Ansicht vertreten, dass das FEMYSO und der größte Teil seiner Mitgliedsorganisationen der Muslimbruderschaft zuzuordnen sind.

## Mitgliedsorganisationen
- Giovani Musulmani d'Italia (Muslimische Jugend Italien)[17]
- Islamische Gemeinschaft Millî Görüş Jugendabteilung (IGMG)[18]
- Jeunes Musulmans de France (JMF)[19]
- Muslimische Jugend in Deutschland (MJD),
- Sveriges Unga Muslimer (SUM)[20]
- Young Muslim Organisation UK (YMOUK)[21]
- Young Muslims UK (YMUK)[22]

Laut FEMYSO-Broschüre besteht das Netzwerk insgesamt aus 42 nationalen und internationalen Organisationen, die Jugendliche aus mehr als 26 verschiedenen Ländern zusammen bringt.